# Sunn O)))
Sunn O))) (произносится «сан») — американская дроун-метал-группа, образованная в Сиэтле в 1998 году. Коллектив состоит из Стивена О’Мелли и Грега Андерсона.
Sunn O))) получила название в честь бренда усилителей Sunn. Логотип этого бренда включает в себя круг, расположенный рядом с надписью sun, и волны, расходящиеся вправо. Стивен О'Мэлли в интервью рассказывал, что название группы — игра слов с названием группы Earth, которая считалась пионером дроун-метала в 1990-х. До переезда в Лос-Анджелес участники группы некоторое время использовали название Mars.
Sunn O))) и Earth считаются самыми значимыми группами в этом стиле.
В музыкальном плане группа характеризуется медленным и тяжёлым звучанием со специальным образом настроенными гитарами с использованием фидбэка и другими эффектами.
В записи отдельных альбомов принимали участие такие именитые музыканты, как Аттила Чихар (Mayhem, Plasma Pool, Aborym, Keep of Kalessin, Limbonic Art), Джей Стюарт Далкуист (Burning Witch), Джо Престон (Earth, Melvins), Рунхильд Гаммельсетер (Khlyst, Thorr’s Hammer), Джулиан Коуп (Brain donor), Джон Виз (Bastard Noise), Орен Амбарчи, Стив Мур (Earth), Ацуо, Вата, Такеши (Boris), Merzbow, Malefic (Xasthur), Джеф Уайтхед (Leviathan, Lurker of Chalice)

## Дискография
Студийные альбомы
- ØØ Void (2000)
- Flight of the Behemoth (2002)
- White1 (2003)
- White2 (2004)
- Black One (2005)
- Monoliths & Dimensions (2009)
- Kannon (2015)
- Life Metal (2019)
- Pyroclasts (2019)

Демозаписи
- The Grimmrobe Demos (1999, CD 2000, 2xPLP 2003, 2xLP 2004)
- Rehearsal Demo Nov 11 2011 (12" 2012)

Мини-альбомы
- Veils It White (12" 2003)
- Cro-Monolithic Remixes for an Iron Age (12" 2004)
- Candlewolf of the Golden Chalice (12" 2005)
- Oracle (12", CD & 2xCD 2007)

Концертные альбомы
- The Libations of Samhain (Bastet 2003)
- Live White (2xCD 2004)
- Live Action Sampler (промо-микс 2xCD 2004)
- La Mort Noir dans Esch/Alzette (1000 нумерованных копий) (2006)
- Dømkirke (2xLP 2008)
- (初心) Grimmrobes Live 101008 (2009)
- Live At Primavera Sound Festival 2009 On WFMU (Free Music Archive 2009)
- Agharti Live 09-10 (Vinyl 2011)

Сплиты и совместные альбомы
- Angel Coma (ограниченное издание, сплит с группой Earth) (LP 2006)
- Altar (совместно с Boris, CD 2006, 2xCD ltd. 5000 2006, 3xLP 2007)
- Sunn Meets Nurse With Wound: The Iron Soul Of Nothing [2LP Edition] (Ideologic Organ 2011)
- Terrestrials (совместно с Ulver, издавалось как LP, CD и 2CD) (2014)

Синглы
- The Horn and the Spear (EMS remix) (Digital 2004)
- «Che» (Sunn O))) & Pan Sonic) (2008)

Бокс-сеты
- WHITEbox (4xLP бокс-сет, переиздание Белых альбомов, ltd. (2006)

Песни, вошедшие только на компиляции
- «B/P Simple» from the Jukebox Buddha (Staubgold 2006)
- «Isengard (Chopped/Screwed)» from the Southern Lord: Resurrection (Southern Lord 2010)